# Liste der Mainbrücken in Würzburg
Es gibt sieben Mainbrücken in Würzburg, die die verschiedenen Stadtbezirke Würzburgs über den Main hinweg verbinden. Sie bilden ein wesentliches Element im innerstädtischen Fußgänger- sowie Auto- und Straßenbahnverkehr. In der Liste sind die Brücken in Fließrichtung des Mains aufgelistet.
Unter den sieben Brücken gibt es zwei reine Fußgängerbrücken, eine Eisenbahnbrücke und vier normale Brücken mit Straße und Gehsteig.

## Erläuterungen
- Name: Gibt den offiziellen Namen der Brücke an.
- Koordinaten: Link auf die Geokoordinaten der Brücke.
- Verkehrsweg: Nutzung des Bauwerks
- Baujahr: Gibt das Jahr der Fertigstellung an, wenn nicht anders angegeben.
- Länge: Länge der Brücke ab dem Abheben vom restlichen Untergrund. Kursive Werte sind ungefähre Werte.
- Beschreibung: Kurze Beschreibung der Brücke. Weiterführende Informationen finden sich in den jeweiligen Artikeln.

Hinweis: Mit Ausnahme der Beschreibungen und Bilder sind alle Spalten sortierbar. Durch einen Klick auf das Symbol im Spaltenkopf wird die Liste nach dieser Spalte sortiert, nochmaliges Anklicken kehrt die Sortierung um.

## Mainbrücken in Würzburg
| Name und Koordinaten              | Verkehrsweg                             | Baujahr     | Länge     | Beschreibung | Bild |
| --------------------------------- | --------------------------------------- | ----------- | --------- | --- | ---- |
| Mainbrücke Heidingsfeld Lage      | Eisenbahnstrecke Würzburg–Treuchtlingen | 1864 / 1951 | 192 Meter | Die Eisenbahnbrücke liegt circa 100 Meter oberhalb der Konrad-Adenauer-Brücke. Über die zweigleisige, stählerne Brücke mit fünf Öffnungen führt die Eisenbahnstrecke Würzburg–Treuchtlingen. Die 1864 eröffnete Eisenbahnbrücke war eine massive Bogenbrücke. Gegen Ende des Zweiten Weltkriegs, Anfang April 1945, wurde das Bauwerk gesprengt und im Herbst 1945 durch US-Pioniere behelfsmäßig, eingleisig aufgebaut. Die heutige (Stand:2021) Brücke bei Streckenkilometer 135,5 stammt aus dem Jahr 1951 und wurde von MAN errichtet. |      |
| Konrad-Adenauer-Brücke Lage       | Bundesstraße 19                         | 1967        | 420 Meter | Die Konrad-Adenauer-Brücke, eine vierstreifige Straßenbrücke mit beidseitigen Geh- und Radwegen, wurde im Todesjahr Konrad Adenauers fertiggestellt. Über die täglich von bis zu 55.000 Fahrzeugen befahrene Brücke führt die Bundesstraße 19. |      |
| Sebastian-Kneipp-Steg Lage        | Fußgängerbrücke                         | 1978        | 180 Meter | Der Sebastian-Kneipp-Steg ist ein Fußgängersteg zwischen den Stadtteilen Steinbachtal und Sanderau. |      |
| Ludwigsbrücke Lage                | Straßen- und Straßenbahnbrücke          | 1895        | 205 Meter | Die Ludwigsbrücke, im Volksmund wegen der vier Löwenstatuen an den beiden Auffahrten auch Löwenbrücke genannt, besteht aus fünf Steinbögen. Über sie führt eine Autostraße sowie die Trasse von zwei Straßenbahn-Linien. |      |
| Alte Mainbrücke Lage              | Fuß- und Radfahrerbrücke                | 1703        | 185 Meter | Die Alte Mainbrücke ist mit der Fertigstellung im Jahr 1703 die älteste Mainbrücke Würzburgs. Sie verbindet die Innenstadt mit dem Mainviertel und wird heute ausschließlich als Fußgängerbrücke genutzt. |      |
| Friedensbrücke Lage               | Bundesstraße 8 Straßenbahnbrücke        | 1888        | 200 Meter | Die Friedensbrücke wurde im April 1888 als Luitpoldbrücke eröffnet und ist somit die zweitälteste Mainbrücke Würzburgs. Über sie führen heute die Bundesstraßen B 8 als vierspurige Straße sowie die Trasse von zwei Straßenbahn-Linien. |      |
| Brücke der Deutschen Einheit Lage | Straßenbrücke                           | 1992        | 239 Meter | Die Brücke der Deutschen Einheit ist die nördlichste und jüngste Mainbrücke in Würzburg. |      |